# 멜리사 바셀라

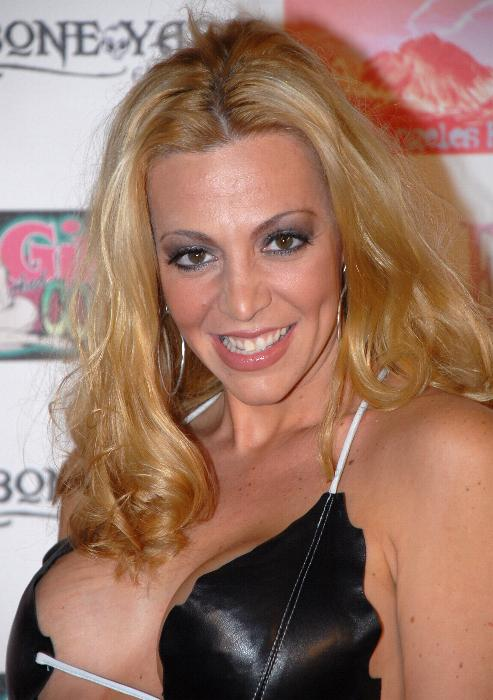

멀리사 배설라(Melissa Bacelar, 1979년 5월 11일 ~ )는 미국의 배우, 모델이다.

## 출연 작품

### 영화
- 톡식 어벤저 4 (2000년)
- Strange Things Happen at Sundown (2003)
- Hotel California (2008)
- 콜럼버스 데이 (2008, Columbus Day)
- Beneath the Dark (2010)

### 텔레비전
- 원 라이프 투 리브 (1996-2002)